# La conversión de san Pablo (Parmigianino)
La conversión de San Pablo es una pintura al óleo sobre lienzo de Parmigianino, que data de 1527 y está ubicada en el Kunsthistorisches Museum de Viena.
La obra fue mencionada por Vasari (1550) y Lamo (1560) en la casa de Giovanni Andrea, personaje importante nacido en Parma. A la muerte del propietario (1566) el lienzo abandonó la ciudad y en 1608 se halla en Madrid, en el inventario de la colección de Pompeo Leoni. En el siglo XVIII llegó a Viena, formando parte del museo y la exposición al público desde 1912.
La fecha de la obra se suele datar justo después de San Roque y un donante, lo que confirma la indicación de Vasari. Hay una serie de dibujos preparatorios, con dos variantes (Courtauld Institute Galleries) y una copia antigua de la colección Seilern en Londres (No. 365).

## Descripción y estilo
El cuadro representa una escena que se ha asentado en la cultura cristiana, la de la caída del caballo, aunque como describe el capítulo bíblico de Hechos solo se menciona que Saulo cayó al suelo, cegado por un rayo de luz que procede del cielo, iniciando su iluminación divina y la conversión al cristianismo. 
El tema se desarrolla con el apóstol en el suelo, los brazos extendidos, una mano apoyada en el suelo y las piernas en flexión, dando un gran dinamismo a la escena, magnificada por la postura del caballo, de perfil, con el hocico vuelto hacia el espectador. Un elemento particular es la suntuosa silla de piel de armiño. El uso de giros, proporciones alargadas y las extremidades hinchadas (especialmente las pantorrillas y los muslos) son perfectamente compatibles con las reproducciones efectuadas para ese tiempo, después de su estancia en Roma, con la influencia de Miguel Ángel, pero algo " manierista” (Parmigianino era uno de sus máximos exponentes). La mirada del protagonista está en éxtasis, mirando hacia arriba, al igual que en el mencionado cuadro de San Rocco y un donante.
La escena se enmarca en un paisaje de frondosos árboles, colinas y montañas, vinculados a las formas del pintor Dosso Dossi y la pintura del Norte de Italia, que representa el cielo de color gris oscuro, con tonos rojizos alrededor de la emanación divina. Parece ser que se inspiró para algunos de sus cuadros en un viaje que hizo a L'Aquila, como la Madonna Kedleston.